# Aeritalia F-104S Starfighter
El Aeritalia F-104S Starfighter fue una variante del avión militar estadounidense Lockheed F-104 Starfighter producida bajo licencia en Italia, que estuvo en servicio con la Aeronautica Militare Italiana desde 1969 hasta principios de los años 2000. El F-104S también sirvió con la Fuerza Aérea Turca hasta mediados de los años 1990. Fue el último desarrollo del modelo Starfighter. El F-104S modernizado al estándar ASA/M fue retirado de servicio en octubre de 2004.
Derivado de los estudios de diseño de Lockheed en un "Super Starfighter", el F-104S fue uno de los más capaces de la serie F-104 y está destinado a ser el último en servicio en todo el mundo. El F-104S (actualizado al estándar ASA/M) se retiró del servicio en octubre de 2004.

## Diseño y desarrollo
La serie F-104 había entrado en una segunda fase de desarrollo con el F-104G (para Alemania, país líder para esta versión). Mientras que la USAF no tenía más interés en el F-104, Lockheed propuso el Modelo CL-901 con el nuevo motor J79-GE-19 y la mejora del Sparrow III. Entre los desarrollos más propuestos se incluyó el CL-958 con alas más grandes, el CL- 981 con alas de canard retráctiles detrás de la cabina, y el CL-984 optimizado para misiones de ataque de bajo nivel. Un RF-104G fue modificado y voló en diciembre de 1966 como el prototipo CL-901 "Super Starfighter". Externamente, el nuevo tipo tenía tomas de aire ligeramente más grandes y paletas de guía de entrada de acero que permitieron un aumento en la temperatura de operación de 121 a 175 °C (250 a 347 °F), permitiendo una velocidad máxima de Mach 2.2.
Durante los primeros cinco años en el servicio italiano, se perdieron 23 aviones F-104G; como solo 80 a 90 F-104 (de los 149 adquiridos) estaban operativos, se decidió comprar un nuevo interceptor y un caza bombardero para reforzar las unidades de primera línea.
El requisito de AMI a mediados de la década de 1960 "AW-X" (All-Weather-eXperimental) para un nuevo avión de combate para todo clima llevó a una evaluación de muchos tipos disponibles: el McDonnell Douglas F-4B/C Phantom II, Dassault Mirage IIIC-1, BAC Lightning y el North American F-100S Super Sabre entre otras. La elección final fue el Lockheed CL-980 (una versión simplificada con las mismas alas del modelo proyectado CL-901). El 26 de enero de 1966, la AMI eligió al F-104S definitivo como su futuro luchador. El primer F-104S fue en realidad un F-104G construido con Fiat modificado, MM6658, que actuó como un prototipo aerodinámico y voló por primera vez el 22 de diciembre de 1966, mientras que un segundo prototipo, el MM6660, se ajustó con los nuevos sistemas de aviónica más cercanos a la configuración final. Voló el 28 de febrero de 1967. MM.6701, la primera producción F-104S construida por Aeritalia voló el 30 de diciembre de 1968.
El F-104S fue diseñado para transportar misiles AIM-7 Sparrow (mientras se elimina el arma Vulcan). En el rol de ataque, el F-104S tenía nueve puntos duros y podía cargar hasta siete bombas de 227 kg (500 lb) o 340 kg (750 lb), una mejora sobre el F-104G, que podía levantar solo la mitad que cinco. Puntos duros, dos de los cuales eran necesarios para tanques auxiliares. Teóricamente, un F-104S podría estar equipado con cuatro o cinco bombas, dos tanques de descarga y dos AIM-9, convirtiéndose en un avión de doble función.
El nuevo tipo entró en servicio a mediados de 1969, con 22 ° Gruppo (51 ° Stormo); y en ese año, el F-104S acumuló 460 horas de vuelo.
El AMI compró 205 ejemplos, todos entregados desde 1969 a 1979, con el número 100 de aeronaves entregado en enero de 1973 y el número 200 en mayo de 1976. El modelo se construyó en dos versiones; como un interceptor armado con misiles AIM-7 Sparrow (el M61 Vulcan está siendo removido); y como bombardero de caza, con el arma retenida y bombas y otras municiones del aire a la superficie. Los modelos fueron intercambiables, por lo que no está claro cuántos se construyeron o reconstruyeron con estas especificaciones.

## Historial operativo

### Servicio Italiano
Los escuadrones AMI equipados con las versiones F-104G y S fueron: 9, 10, 12, 18 (inicialmente para reconocimiento, luego doble función), 20 (entrenamiento), 21, 22, 23, 28 (reconocimiento), 132 (reconocimiento) ) 102, 154, 155 y 156 (bombarderos).
El J79-GE-19 permitió un ascenso más rápido, comparable con los luchadores contemporáneos (hasta 277 m / s (909 pies / s), con un tiempo de ascenso de 10,600 m (34,777 pies) de 80 segundos reclamados; diez segundos menos que el F-104G), con la capacidad de alcanzar Mach 2 a 12,000 m (39,370 pies) en unos cinco minutos.
Napoleone Bragagnolo, un piloto de prueba para Aeritalia, pudo aterrizar en Ciampino, Roma, 19 minutos y 30 segundos después de despegar de Turín en el norte de Italia. Durante este vuelo con dos tanques auxiliares de punta de ala, subió 15 km (49,213 pies) y aceleró a Mach 2. El avión todavía tenía 1,300 l (290 imp gal; 340 US gal) de combustible a bordo cuando aterrizó; suficiente para llegar a Palermo, Sicilia a velocidades subsónicas. La velocidad media para el vuelo fue de Mach 1.5. Incluso con estos nuevos Cazas Estelares, la tasa de pérdida se mantuvo alta, con picos en 1973 y 1975 (se perdieron diez F-104 de todas las versiones en el servicio AMI durante este período). Hasta 1997, Italia había perdido 137 (38%) de sus F-104 en 928,000 horas de vuelo (14.7 aviones cada 100,000 horas). A pesar de una caída en la tasa de pérdida en la década de 1980 (con 33 pérdidas entre 1981 y 1990 incluidas), el debate sobre la confiabilidad de este avión fue a menudo feroz en los medios de comunicación. En la década de 1980, la tasa de pérdida se redujo, incluso más en la década de 1990, cuando se eliminaron todas las versiones anteriores (excepto las TF-104). El último F-104 italiano se retiró de la línea del frente en 2004, después de que el tipo hubiera volado alrededor de un millón de horas de vuelo en un total de más de 40 años de servicio. El Centro de Pruebas de la Fuerza Aérea Italiana voló cuatro F-104 (2 TF-104M y 2 f-104ASAM) hasta julio de 2005. El último vuelo militar del F-104 fue en Pratica di Mare el 27 de julio.

### Servicio Turco
Turquía fue el único otro cliente para el Aeritalia F-104S. La orden inicial se colocó en 1974, con el primero de los 18 ejemplos que entraron en servicio en diciembre de 1974. Estos primeros aviones fueron un regalo de Libia a Turquía durante el embargo estadounidense contra la invasión turca de 1974 a Chipre. Estos también pueden parecer una recompensa por las buenas relaciones y la asistencia técnica turca para mejorar las capacidades de la Fuerza Aérea de Libia. Otros 18 se ordenaron en mayo de 1975, que finalmente aumentaron a 40 aviones, pero se abandonó otro lote (para 20 aviones), probablemente porque los F-4E Phantom fueron recién entregados también ese año. Sirvieron con 142 y 182 Filo desde la década de 1970, y una docena seguían en servicio hasta mediados de la década de 1990. Si bien se entregaron 200 misiles Selenia Aspide, los F-104S turcos rara vez se los cargaban, por lo que los F-4E probablemente fueron los principales usuarios de esos misiles.

### Actualizaciones a mitad de vida
Dos programas de actualización adicionales se llevaron a cabo antes de la introducción en el servicio AMI del Eurofighter Typhoon, lo que resultó en el F-104S-ASA y F-104S-ASA / M.

#### F-104S-ASA
El F-104ASA (Aggiornamento Sistemi d'Arma, actualización de sistemas de armas), desarrollado en 1986, introdujo un radar de fiar Setter, con capacidad de "mirar hacia abajo" y compatibilidad con el misil Selenia Aspide. Los AIM-9L se utilizaron como armamento principal, reemplazando las versiones "B" y "F" anteriores de este misil, mientras que los AIM-7 más antiguos se conservaron. Un AIM-7 usualmente se llevaba debajo de cada ala. En total, 147 de los fuselajes F-104S se convirtieron al estándar ASA a un costo de alrededor de 600 mil millones de liras, el último modelo de ASA se entregó a principios de los años noventa.

#### F-104S-ASA/M
La actualización ASA/M (inicialmente conocida como la actualización 'ECO' (Estensione Capacità Operativa)) se enfocó en mejorar la confiabilidad en lugar de las mejoras de combate, e involucró a 49 aviones ASA. 15 TF-104Gs también participaron en este programa.

## Variantes
F-104S (modelo Lockheed CL-901)
246 aeronaves producidas principalmente por Fiat y Aeritalia (se perdió una aeronave antes de la entrega), se actualizó para el rol de intercepción que tiene el radar NASARR R-21G / H con indicador de objetivo móvil e iluminador de onda continua para misiles autoguiados de radar semiactivos (inicialmente AIM-7 Sparrow), dos alas adicionales y dos puntos duros inferiores (para dar un total de nueve), motor J79-GE-19 mejorado con 52.8 kN (11,870 lbf) de empuje (79.6 kN / 17,900 lbf con dispositivo de poscombustión), y dos aletas ventrales adicionales para Mayor estabilidad en números altos de Mach. El cañón M61 de 20 mm (.79 pulg.) Se sacrificó para dejar espacio para la aviónica de misiles, el cañón siempre se ajustó a las variantes de caza-bombardero. Hasta dos gorriones; y dos, teóricamente cuatro o seis, misiles Sidewinder fueron transportados en todos los puntos duros excepto el central (barriga), o siete bombas de 340 kg (750 lb) (normalmente, dos-cuatro 227–340 kg / 500-750 lb). El alcance fue de hasta 1,250 km (777 mi) con cuatro tanques, con un alcance de ferry de 2,940 km (1,827 mi).
F-104S-ASA
(Aggiornamento Sistemi d'Arma - "Actualización de los sistemas de armas") - Una versión italiana mejorada, con 147 modificados de los armazones existentes, mejorado con el radar Fiat R21G / M1 con salto de frecuencia, capacidad de mirar hacia abajo / derribar, nuevo FIB y armas computadora de entrega, y provisión de misiles AIM-9L para todos los aspectos: Sidewinder y Selenia Aspide. Debido a los retrasos en la integración de Aspide, también se denominó ASA-1 con Sparrows y ASA-2 cuando el Aspide estuvo disponible, y finalmente todos los F-104S se actualizaron a la norma ASA-2. Los bombarderos no tuvieron mejoras sustanciales en la versión "ASA", y luego fueron modificados a estándares de interceptor (IC) sin el M61.
F-104S-ASA / M
(Aggiornamento Sistemi d'Arma / Modificato - "Actualización de Sistemas de Armas / Modificado") - 49 F-104S-ASA y 15 aviones TF-104G de dos asientos se actualizaron de 1998 a ASA / M estándar con GPS, nuevo TACAN y Litton LN -Sistema de navegación inercial -30A2, fuselaje restaurado y pantallas de cabina mejoradas. Se eliminó todo el equipo relacionado con la huelga, y también el IRST (la pequeña unidad conocida como 'Vista IR', adelanta el parabrisas). Los últimos Cazas Estelares en el servicio de combate, fueron retirados en octubre de 2004 (la última unidad fue 10 ° Gruppo / 9 ° Stormo, Grazzanise), y fue reemplazado temporalmente por el General Dynamics F-16 Fighting Falcon, mientras esperaba las entregas de Eurofighter Typhoon.

## Operadores
Italia
- Aeronautica Militare Italiana

 Turquía
- Fuerza Aérea Turca

## Especificaciones (F-104S)
Referencia datos: Jane's All the World's Aircraft, 1976-1977

### Características generales
- Tripulación: 1 piloto
- Longitud: 16,7 m
- Envergadura: 6,68 m
- Altura: 4,11 m
- Superficie alar: 18,2 m²
- Peso vacío: 6.760 kg
- Peso cargado: 9.840 kg
- Peso máximo al despegue: 14.060 kg
- Planta motriz: turborreactor con postcombustión General Electric J79-GE-19.
  - Empuje normal: 52,8 kN (5384 kgf; 11 870 lbf)
  - Empuje con postquemador: 79,6 kN (8119 kgf; 17 900 lbf)

### Rendimiento
- Velocidad máxima operativa (Vno): 2330 km/h (1448 MPH; 1258 kt) (Mach 2,2) a 11.000 m de altitud
- Velocidad crucero (Vc): 981 km/h (610 MPH; 530 kt) a 11.000 m de altitud
- Alcance en ferry: 2920 m (9580 ft)
- Techo de vuelo: 17 680 m (58 005 ft)
- Régimen de ascenso: 277 m/s (54 527 ft/min)
- Carga alar: 680 kg/m²
- Empuje/peso: 0,78
- Límites de fuerzas: 6,5 G

### Armamento
- Cañones: 1× M61A1 Vulcan de 20 mm con 725 proyectiles
- Puntos de anclaje: 9 en total (1 ventral de 900 kg, 2 laterales del fuselaje de 365 kg, 2 pilones subalares internos de 450 kg con conductos de combustible, 2 pilones subalares externos de 365 kg, y 2 de punta alar de 680 kg con conductos de combustible) con una capacidad de 4.020 kg, para cargar una combinación de:  
  - Bombas: 

    - 7× bombas en cualquier soporte menos en los de punta alar (pero en estos si puede llevar tanques de napalm)

  - Misiles: 

    - 8× AIM-9 Sidewinder en cualquier soporte menos el central
    - 2× AIM-7 Sparrow/Aspide en los pilones subalares externos

  - Otros: 4× tanques externos de combustible en los soportes con conductos de combustible

### Desarrollos relacionados
- Lockheed F-104 Starfighter
- Canadair CF-104 Starfighter

### Aeronaves similares
- English Electric Lightning
- Sukhoi Su-15